# كورنيليا بيلارد
كورنيليا ثاير ليفينجستون بيلارد (من مواليد 4 مارس 1961)، والمعروفة باسم نينا بيلارد هي محامية وقانونية أمريكية هي قاضية دائرة أمريكية في محكمة الاستئناف الأمريكية لدائرة مقاطعة كولومبيا منذ 2013. كانت قبل ذلك أستاذة للقانون في جامعة جورج تاون.

## خدمة دائرة التيار المستمر
في مايو 2013، ذكرت صحيفة نيويورك تايمز وواشنطن بوست أن بيلارد كان تحت النظر من قبل إدارة أوباما لملء واحد من ثلاثة شواغر في محكمة الاستئناف في الولايات المتحدة لمقاطعة دائرة كولومبيا.
في 4 يونيو 2013، رشح أوباما بيلارد للعمل كقاض دائرة في الولايات المتحدة في محكمة الاستئناف الأمريكية لدائرة مقاطعة كولومبيا، إلى المقعد الذي أخلاه القاضي دوغلاس ه.غينسبورغ، الذي تولى منصب كبير في 14 أكتوبر 2011. في سبتمبر 19, 2013, تم الإبلاغ عن ترشيحها إلى الكلمة من قبل اللجنة القضائية في مجلس الشيوخ بتصويت 10 بنعم و 8 كلا، التصويت يسقط على طول خطوط الحزب.
في 7 نوفمبر 2013، انتقل زعيم الأغلبية في مجلس الشيوخ هاري ريد لاستدعاء كلوتور على ترشيح بيلارد، في محاولة لقطع التعطيل من أعضاء مجلس الشيوخ الجمهوريين. في 12 نوفمبر 2013، رفض مجلس الشيوخ اقتراح استدعاء cloture بتصويت 56-41، مع تصويت 1 سيناتور «حاضر». هاجمها المحافظون على أنها نسوية متطرفة وراديكالية، مشيرة إلى أن ورقة كتبتها تناظر الأمومة القسرية إلى «التجنيد»، في الاعتراض على تأكيدها. 
بعد تحرك مجلس الشيوخ إلى الأمام في نوفمبر 2013 مع تغيير القواعد القضاء على التعطيل على المرشحين لمحكمة الاستئناف الفيدرالية، صوت مجلس الشيوخ في ديسمبر 10، 2013، 56-42 لاستدعاء كلوتور على ترشيح بيلارد. هذا مهد الطريق للتصويت النهائي على ترشيح بيلارد. قبل وقت قصير من الساعة 1 صباحا في 12 ديسمبر 2013، أكد مجلس الشيوخ بيلارد في تصويت 51-44. في 17 ديسمبر 2013، تلقت بيلارد لجنتها القضائية الفيدرالية 
كقاضي، مددت بيلارد القاعدة الاستبعادية لمطالبة الشرطة لضرب ويعلن عند تنفيذ مذكرة اعتقال، على المعارضة من قبل القاضي كارين L. هندرسون. انضم القاضي بيلارد إلى هندرسون عندما رفضوا التماسا قدمه عبد الرحيم النشري لاستبعاد قضاته العسكريين. عندما في خالد مشعل (2016) ألقى القضاة جانيس روجرز براون وبريت كافانو مطالبة أمريكية بأنه قد اختفى من قبل مكتب التحقيقات الفيدرالي في موقع أسود كيني، عارض القاضي بيلارد، بحجة أن المحكمة يجب أن تخلق فقط سببا ضمنيا جديدا للعمل. عندما وجدت لجنة القاضي بيلارد أن قانون حماية المرضى والرعاية بأسعار معقولة لم ينتهك بند نشأة الدستور في قضية سيسيل ضد وزارة الصحة والخدمات الإنسانية في الولايات المتحدة (2014)، كتب القاضي كافانو معارضة طويلة من إنكار إعادة الاستماع.

## الحياة الشخصية
بيلارد هي ابنة أستاذ الطب النفسي بجامعة بوسطن ريتشارد بيلارد وكورنيليا كرومويل تيرني. وهي متزوجة من أستاذ القانون جورج تاون والمدير القانوني الحالي ACLU ديفيد D. كول ولديه طفلان، سارة وايدان بيلارد..

## روابط خارجية
- ملف تعريف الكلية للأستاذة نينا بيلارد
- نينا بيلارد تناقش AT&T v. كونسيبسيون
- بيلارد في عرض ديان رم
- Pillard مرات الظهور على سي-سبان